# Клаудія Рассето
Клаудія Рассето (ісп. Claudia Razzeto; нар. 18 квітня 1991) — колишня перуанська тенісистка.
Найвищу одиночну позицію світового рейтингу — 560 місце досягла 27 жовтня 2008, парну — 527 місце — 27 жовтня 2008 року.
Здобула 1 одиночний та 3 парні титули туру ITF.
Завершила кар'єру 2010 року.

## Фінали ITF

### Одиночний розряд: 1 (1 перемога)
| Результат | W–L | Дата     | Турнір                  | Рівень | Покриття | Суперниця     | Рахунок     |
| --------- | --- | -------- | ----------------------- | ------ | -------- | ------------- | ----------- |
| Перемога  | 1–0 | Жов 2008 | ITF Санта-Крус, Болівія | 10,000 | Ґрунт    | Gabriela Roux | 6–0, 7–6(3) |

### Парний розряд: 7 (3–4)
| Результат | W–L | Дата      | Турнір                       | Рівень | Покриття | Партнерка                     | Суперниці                                        | Рахунок             |
| --------- | --- | --------- | ---------------------------- | ------ | -------- | ----------------------------- | ------------------------------------------------ | ------------------- |
| Поразка   | 0–1 | Sept 2007 | ITF Санта-Крус, Болівія      | 10,000 | Ґрунт    | Марія Фернанда Альварес Теран | Соледад Есперон Марія Ірігоєн                    | 2–6, 2–6            |
| Поразка   | 0–2 | Жов 2007  | ITF Іту, Бразилія            | 10,000 | Ґрунт    | Лусія Хара Лосано             | Майлен Ору Татьяна Буа                           | 2–6, 7–5, [8–10]    |
| Перемога  | 1–2 | Лис 2007  | ITF Ліма, Перу               | 10,000 | Ґрунт    | Марія Фернанда Альварес Теран | Ана Клара Дуарте Маріана Мусі                    | 3–6, 7–6(7), [10–5] |
| Перемога  | 2–2 | Кві 2008  | ITF Вілья-Альєнде, Аргентина | 10,000 | Ґрунт    | Аранса Салут                  | Marcela Guimarães Bueno Лусіана Сарменті         | 6–4, 7–5            |
| Поразка   | 2–3 | Лип 2008  | ITF Картахена, Колумбія      | 10,000 | Тверде   | Наталі Ю                      | Вікі Нуньєс Фуентес Паула Каталіна Роблес Гарсія | w/o                 |
| Поразка   | 2–4 | Жов 2008  | ITF Санта-Крус, Болівія      | 10,000 | Ґрунт    | Паула Ормаечеа                | Rocio Galarza Gabriela Roux                      | 6–7(5), 6–3, [9–11] |
| Перемога  | 3–4 | Жов 2009  | ITF Санта-Крус, Болівія      | 10,000 | Ґрунт    | Лусія Хара Лосано             | Amira Pirovani Belén Rivera                      | 7–5, 6–2            |